# YaCy
 Yacy  és un cercador lliure que fa servir una xarxa  peer-to-peer  com a infraestructura.
No hi ha servidor central de control, en lloc d'això, tots els participants són iguals. Qualsevol node de la xarxa multilingüe pot indexar la xarxa i ser un robot de cerca. També pot indexar la navegació de l'usuari registrant les pàgines visitades (per descomptat, no s'indexen les pàgines que puguin contenir informació privada, com ara formularis o les pàgines en protocol https).
El programa és programari lliure sota llicència GPL.
Com que es tracta d'una xarxa p2p sense control i no hi ha node central, els resultats de les cerques no poden ser censurats, i la fiabilitat està assegurada (almenys teòricament). El motor de cerca no és propietat de cap empresa, i tampoc no hi ha publicitat ni graduació manipulada.

## Components del sistema
L'algoritme de cerca YaCy es basa en quatre premisses:
Crawler
Un robot de cerca que navega de pàgina en pàgina analitzant-ne el contingut.
Indexador
Crea un índex invers de paraules; per exemple, cada paraula de l'índex invers té el seu llistat rellevant de l'URL i la seva classificació. Les paraules són guardades en un formulari amb hashes.
Cercador i interfície d'administració
És una mini aplicació d'ordinador HTTP que s'executa en una interfície gràfica.
Arxivament de dades
Permet guardar l'índex invers de paraules emprant taules de hash distribuïdes.

## Avantatges
- Com que no hi ha cap servidor central, els resultats no poden ser censurats de forma fàcil i la fiabilitat (com a mínim teòricament) és més alta perquè no hi ha un únic punt de vulnerabilitat i la cerca dels índexs s'emmagatzema de manera redundant.
- El motor de cerca no és en mans d'una sola companyia i no hi ha centralització de la publicitat.
- El disseny de YaCy permet fer ús de xarxes darknet, on els cercadors d'Internet habituals no poden operar, com per exemple en xarxes com Tor, I2P o Freenet.
- És possible aconseguir alts graus de privacitat.